# バルコム (広島県の企業)
株式会社バルコムは広島県広島市安佐南区に本社を置く自動車ディーラー。BMW、MINI、ロールス・ロイス、BMWモトラッド、ハーレーダビッドソンの正規ディーラー。
1967年の設立以来、「Balcom BMW」の店舗名で広島県・岡山県・山口県・福岡県においてBMWの正規販売ディーラーを展開する。顧客満足度5年連続全国1位。
2000年代以降事業の多角化に乗り出し、新車ディーラーに加えて輸入自動車・オートバイ中古車販売、国産車中古車販売、自動車・オートバイ買取、飲食チェーン、物流、そしてレンタカー事業を展開する。

## 沿革
- 1964年（昭和39年）- 創業。当時の社長は煙崎悦治郎。広島市中区にて外国車販売を開始。
- 1967年（昭和42年）12月14日 - 株式会社バルコムヒロシマモータースを創立。BMWの正規ディーラーとなる。
- 1968年（昭和43年）- 広島市西区にて第1回BMWオートショー開催。
- 1976年（昭和51年）- 広島市西区三篠にサービス工場を併設した社屋を設立。
- 1979年（昭和54年）8月 - 本社所在地を広島市西区三篠に移転。
- 1983年（昭和58年）
  - 商工センター内広島総合展示場で第1回外車ショーを開催。
  - 7月 - 煙崎幸子が代表取締役に就任。
- 1987年（昭和62年）
  - 1月 - 福山営業所を開設。広島、福山での2拠点展開のスタート。
  - 12月 - 煙崎幸子が取締役会長に、山坂哲郎が代表取締役にそれぞれ就任。
- 1989年（平成元年）4月 - 本社を現在地に移転。本社ショールームをオープン。
- 2003年（平成15年）
  - 1月 - 株式会社バルコムモータースに社名変更。
  - 2月 - 株式会社エミュー（現・バルコムエミュー）を設立。
  - 3月 - 岡山ショールームをオープン。
  - 9月 - 山口（小郡）、周南、下関を営業権譲渡により営業開始。
- 2004年（平成16年）
  - 1月 - ストアブランドを「Balcom BMW」に統一。
  - 12月 - 倉敷ショールームをオープン。
- 2011年（平成23年）10月 - 株式会社Jネットレンタカー中国を設立。
- 2012年（平成24年）
  - 4月 - 福岡ショールームを開設し、福岡県へ進出。株式会社バルコムロジプランを設立。
  - 8月 - Balcom Marina Bayを開設。
- 2013年（平成25年）
  - 5月 - 博多ショールームを開設。
  - 6月 - 株式会社バルコムに社名変更。
- 2017年（平成29年）
  - 1月 - 持株会社制へ移行。
  - 3月 - ロールス・ロイス・モーター・カーズ広島をオープン。
  - 7月 - ベジコ株式会社を設立。
- 2017年（平成29年）12月14日 - 創立50周年を迎える。
- 2018年（平成30年）
  - 2月 - モトラッドバルコム福岡西をオープン。
  - 5月 - ハーレーダビッドソン福岡西をオープン。
- 2019年（平成31年）1月 - 熊本にバルコムダウントンをオープン。
- 2021年（令和3年）10月 - 広島県総合グランドの命名権を取得。「Balcom BMW 広島総合グランド」の呼称を用いる。

## 拠点

### 岡山県
- Balcom BMW 岡山／BMW Premium Selection 岡山 - 岡山市南区妹尾3349-1
- Balcom BMW 倉敷／BMW Premium Selection 倉敷 - 倉敷市東富井813-1
- BMW Premium Selection 岡山北 - 岡山市北区下中野346-116
- モトラッドバルコム 岡山 - 岡山市南区泉田20-5
- ハーレーダビッドソンバルコム岡山 - 岡山市南区泉田20-5
- バルコムスクエア ワールドバイク 岡山 - 岡山市北区下中野411-1

### 広島県
- Balcom BMW 広島 - 広島市安佐南区中筋3-8-10
- Balcom BMW 宇品 - 広島市南区宇品西3-4-23
- BMW Premium Selection 広島 - 広島市安佐南区中筋3-7-21
- BMW Premium Selection 宇品 - 広島市南区宇品西5-2-1
- BMW Premium Selection 祇園新道/MINI NEXT祇園新道 - 広島市安佐南区西原6-26-2
- BMW Premium Selection 観音 - 広島市西区観音新町2-7-43
- Balcom BMW 福山／BMW Premium Selection 福山 - 福山市佐波町120-1
- MINI 広島 - 広島市西区観音新町2-7-42
- MINI 福山 - 福山市佐波町120-1
- ロールス・ロイス・モーター・カーズ 広島 - 広島市安佐南区西原6-26-2
- モトラッドバルコム広島 - 安佐南区西原4-26-7
- ハーレーダビッドソンバルコム広島 - 広島市安佐南区西原4-26-7
- ハーレーダビッドソンバルコム福山 - 福山市明神町2-18-2
- バルコム インディアンモーターサイクル広島 - 広島市西区観音新町4-14
- バルコム マリーナベイ - 広島市西区観音新町4-14

### 山口県
- Balcom BMW 山口／BMW Premium Selection 山口 - 山口市小郡みらい町1-1-10
- Balcom BMW 周南／BMW Premium Selection 周南 - 下松市南花岡6-9-14
- Balcom BMW 下関／BMW Premium Selection 下関 - 下関市幡生宮の下町3-1
- バルコムスクエア ワールドバイク 山口 - 山口市小郡明治1-2-10

### 福岡県
- Balcom BMW 福岡／BMW Premium Selection Balcom 福岡 - 福岡市中央区地行1-8-10
- Balcom BMW 博多／BMW Premium Selection Balcom 博多 - 福岡市博多区東比恵1-3-17
- Balcom BMW 福岡東／BMW Premium Selection 福岡東 - 福岡市東区香椎駅前2-8-22
- モトラッドバルコム 北九州 - 北九州市小倉北区木町2丁目9番3号
- モトラッドバルコム 福岡西 - 福岡市西区徳永北13-20
- バルコムスクエア ワールドバイク 福岡西 - 福岡市西区徳永北13-20
- バルコムスクエア福津 - 福津市日蒔野6-6-8

### その他
- ハーレーダビッドソンバルコム杉並 - 東京都杉並区西荻南1-5-4
- ハーレーダビッドソンバルコム練馬 - 東京都練馬区三原台3丁目31-14
- モトラッドバルコム 熊本 - 熊本県熊本市中央区帯山1-44-66
- バルコムスクエア ワールドバイク ダウントン 熊本 - 熊本県熊本市東区尾ノ上2-28-6

## 主なグループ会社
- 株式会社バルコムモータース
- 株式会社バルコムモーターサイクル
- 株式会社バルコムエミュー
- 株式会社バルコムフーズ
- 株式会社Jネットレンタカー中国
- 株式会社バルコム不動産
- 株式会社バルコムロジプラン
- 株式会社バルコムプロパティ

## 不祥事・批判
2023年9月6日、社長の山坂哲大が広島市の商業施設で20代女性の下半身を盗撮しようとして、性的姿態撮影等処罰法違反（撮影未遂）で現行犯逮捕された。同社は翌7日、山坂の父親で会長の山坂哲郎名義で、山坂について「株式会社バルコムならびに傘下のバルコムグループ各社の全ての役職を解任し、社員としても在籍させない」旨を同社ウェブサイト上にて発表。さらに、取り調べの際に山坂の所持品から乾燥大麻が発見されたため、9月8日に広島県警察広島中央警察署が大麻取締法違反（所持）の疑いで山坂を再逮捕した。2024年1月11日、広島地方裁判所は山坂に対し大麻取締法違反の罪で懲役6月、執行猶予3年の有罪判決を言い渡した。

## 関係者
- 橋本慎吾 - ブリッジの社長で初代福山営業所所長や専務取締役兼COOを務めた。

## 提供番組
- 西田篤史のシンラジラ（RCCラジオ） - 提供クレジットは「バルコムグループ」と読み名義。